# Stadionul Monumental Antonio Vespucio Liberti
Stadionul Monumental Antonio Vespucio Liberti, denumit uneori Monumental de Núñez și cunoscut mai ales sub numele El Monumental (Monumentalul), este un stadion din Buenos Aires, Argentina. Stadionul, amplasat în cartierul Belgrano din nordul capitalei, reprezintă locul de desfășurare a meciurilor de acasă a clubului de fotbal River Plate și este numit după fostul președinte Antonio Vespucio Liberti. El Monumental este considerat a fi stadionul național al Argentinei, o mare parte dintre meciurile echipei naționale de fotbal fiind disputate în acest loc.
Stadionul a fost inaugurat în 1938, fiind apoi extins în 1958 și renovat între 1977 și 1978, pentru Campionatul Mondial de Fotbal 1978. Pe această arenă echipa Argentinei a câștigat primul său titlu mondial, învingând în finală echipa Țărilor de Jos. Tot aici, Argentina a câștigat Copa América în 1946 și 1959, iar River Plate a câștigat Copa Libertadores în 1986 și 1996. În afara competițiilor sportive, stadionul a găzduit numeroase concerte susținute de artiști precum Peter Gabriel, Bruce Springsteen, Sting, The Rolling Stones, Roger Waters, David Bowie, Michael Jackson, Madonna, Kiss, Bon Jovi, AC/DC, Guns N' Roses, Metallica, Oasis, Coldplay, U2 și alții. El Monumental este cel mai mare stadion din Argentina, având o capacitate de 66.266 de locuri.

## Istoric
Clubul de fotbal River Plate a fost înființat în anul 1901 și în primele decenii ale secolului al XX-lea își disputa meciurile pe diferite stadioane din Buenos Aires, majoritatea dintre ele destul de modeste. Până în 1934, River Plate câștigase deja câte un campionat, la nivel de amatori și la nivel profesionist. Ca urmare, numărul suporterilor echipei crescuse cu rapiditate la începutul anilor 1930. Astfel, conducerea clubului ia decizia de a construi un nou stadion. La data de 31 octombrie 1934, la inițiativa președintelui Antonio Vespucio Liberti, River Plate cumpără un teren de 5 hectare, la care s-a adăugat cadoul făcut de administrația orașului Buenos Aires: alte 3,5 hectare. Terenul unde urma să fie construit noul complex sportiv se afla în cartierul Belgrano, în partea de nord a capitalei, într-o zonă de coastă.

### Construire și inaugurare

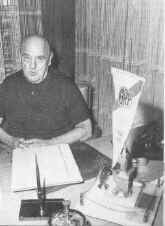
Antonio Vespucio Liberti a inițiat construirea stadionului El Monumental în timpul mandatului său de președintele la River Plate

La 25 mai 1935, în ziua în care Argentina împlinea 125 de ani de când își proclamase independența, este pusă piatra de temelie a viitorului stadion, în apropiere de intersecția bulevardelor Centennial (astăzi Figueroa Alcorta) și Río de la Plata (astăzi Guillermo Udaondo). La data de 1 decembrie a aceluiași an, Comitetul Director prezintă membrilor săi proiectul aprobat în detaliu, în cadrul unei adunări. Ei obțin un împrumut de 2,5 milioane de dolari de la guvern și la 27 septembrie 1936, construcția stadionului începe sub conducerea arhitecților José Aslan și Héctor Ezcurra.
Costurile inițiale ale proiectului ating cifra de aproape 4,5 milioane de dolari, dar sunt reduse la circa 3 milioane de dolari în momentul în care este luată decizia de a suspenda lucrările la peluza din partea de nord a complexului. Sunt realizate excavații pentru fundația de opt metri adâncime și sunt luate măsuri de stabilizare a solului și pompare a apei din cauza locului mlăștinos specific zonei estuarului Río de la Plata. În cele din urmă, într-un interval de doi ani, sunt construite cele două tribune și peluza de pe latura de sud. Acestea au presupus aproape 3.000 de tone de oțel, 26.000 de metri pătrați de beton armat și 50 de kilometri de trepte. Noul stadion are formă de potcoavă, construcția peluzei de nord fiind amânată din cauza fondurilor insuficiente. Datorită tribunelor curbate, se aseamănă cu Colosseumul din Roma.
Stadionul este inaugurat la data de 25 mai 1938, la exact trei ani de la punerea pietrei de temelie. Cei peste 65.000 de spectatori prezenți la eveniment asistă la predarea steagurilor Argentinei și a lui River Plate, intonarea imnului de stat al Argentinei și cel al clubului care din acest moment are un nou stadion. În ziua următoare, pe 26 mai, are loc primul meci de fotbal de pe noua arenă, amicalul între echipele River Plate și Peñarol Montevideo din Uruguay. La jocul inaugural iau parte în tribune circa 68.000 de spectatori. Meciul se încheie cu victoria gazdelor cu scorul de 3–1.

### Extinderi și renovări
În 1951 stadionul găzduiește probele de atletism și ceremonia de închidere ale primei ediții a Jocurilor Panamericane. În 1958, în perioada în care președintele clubului River Plate este Enrique Pardo, se realizează închiderea completă a complexului sportiv prin construirea peluzei de pe latura de nord. Ridicarea peluzei Colonia, așa cum a fost denumită, este finanțată din veniturile obținute de clubul argentinian în urma transferului jucătorului de 21 de ani Omar Sivori în Italia, la Juventus Torino. De asemenea, tribunele și peluza de pe latura sudică sunt înălțate cu un al doilea nivel. Ca urmare a noilor extinderi, stadionul capătă forma unei elipse continue, iar capacitatea crește la aproximativ 100.000 de locuri.
De-a lungul timpului El Monumental a fost renovat de mai multe ori, însă cel mai amplu proces de renovare și reabilitare este cel din 1977-1978, în perioada premergătoare începerii Campionatului Mondial de Fotbal ce urma să fie organizat de Argentina. Peluza de nord este extinsă cu un al doilea nivel. Cu toate acestea capacitatea maximă este redusă la 76.600 de locuri în urma modificărilor realizate la tribunele deja existente ce trebuie să respecte condițiile impuse pentru a putea găzdui meciuri de campionat mondial. Pentru aceste lucrări River Plate a fost împrumutat de guvernul militar ce conducea în acea perioadă țara, însă ulterior clubul s-a luptat pentru a rambursa banii, în contextul fluctuațiilor monetare provocate de instabilitatea economică a țării, fapt ce a avut un efect negativ asupra echipei.
El Monumental devine principalul stadion al Campionatului Mondial din 1978, găzduind finala în care echipa Argentinei câștigă primul titlu mondial din istoria sa, învingând Țările de Jos cu scorul de 3–1.

### Recorduri de audiență
În anul 1986 stadionul primește numele Estadio Monumental Antonio Vespucio Liberti, în memoria fostului președinte al clubului River Plate, cel care a inițiat cumpărarea terenului și a demarat construcția complexului sportiv. În același an, River Plate câștigă pentru prima dată Copa Libertadores, prin victoria obținută pe acest stadion în fața echipei América de Cali din Columbia, în returul finalei. Tot aici, zece ani mai târziu, clubul câștigă pentru a doua oară această competiție, în fața aceleiași echipe columbiene. Cele două partide ale finalelor din 1986 și 1996 au adus fiecare pe El Monumental aproximativ 85.000 de oameni, fiind necesară suplimentarea scaunelor pentru a spori capacitatea stadionului.
Clubul San Lorenzo, care în 1979 fusese silit de guvernul militar să își vândă stadionul pe o sumă mică de bani și astfel nu mai avea un loc de desfășurare a partidelor de acasă, joacă pe El Monumental un meci de liga secundă, în compania celor de la Tigre. Acest meci aduce pe stadionul celor de la River peste 70.000 de spectatori, ceea ce a reprezintă recordul de audiență pentru o partidă de fotbal în anul 1982.
În 1975, când River a jucat pentru câștigarea titlului în Primera División cu Racing Club, circa 100.000 de oameni au fost prezenți în tribunele lui El Monumental. De asemenea, se estimează că semifinala turneului Copa América din 1987, dintre echipele Argentinei și Uruguayului (0–1) a avut o audiență de peste 87.000 de spectatori.

## Facilități
În prezent, capacitatea stadionului este de 66.266 de locuri, El Monumental fiind cel mai mare stadion din Argentina. Scaunele din tribune au culorile lui River Plate (roșu și alb), iar lungimea totală a lor ajunge la peste 70 de kilometri. Complexul sportiv din care face parte El Monumental include terenuri și săli pentru practicarea altor sporturi precum tenis și baschet. Incinta mai include spații de locuit pentru sportivii tineri, o sală de teatru și un muzeu cu profil sportiv. Spre deosebire de La Bombonera (stadionul rivalilor de la Boca Juniors), dar și de multe alte stadioane din Argentina care au un spațiu limitat, El Monumental dispune o parcare de dimensiuni considerabile, aflată în imediata vecinătate.
El Monumental Antonio Vespucio Liberti este localizat pe coasta lui Río de la Plata, în nordul metropolei Buenos Aires, la circa 9 kilometri de centrul orașului (Microcentro). El se află în cartierul Belgrano, la granița cu cartierul Núñez, motiv pentru care uneori este denumit Estadio Monumental de Núñez. La stadion se poate ajunge prin intermediul mai multor linii de autobuz și de tren. Cea mai apropiată stație de metrou este Congreso de Tucumán. În zona stadionului se găsesc mai multe restaurante, baruri și hoteluri.

## Evenimente găzduite
El Monumental găzduiește meciurile de acasă ale echipei River Plate, în competițiile interne și internaționale. De asemenea, El Monumental este considerat stadionul național al Argentinei, aici desfășurându-se o mare parte dintre meciurile echipei naționale de fotbal. Astfel, majoritatea partidelor de calificare pentru campionatul mondial, dar și unele jocuri amicale, sunt disputate pe această arenă. Tot aici au loc ocazional meciuri de rugby, însă echipa națională de rugby a Argentinei (supranumită Los Pumas) folosește mai des Estadio José Amalfitani al celor de la Vélez Sársfield, stadion situat tot în Buenos Aires.

### Superclásico
Superclásico este numele dat confruntărilor dintre cele mai importante două cluburi argentiniene de fotbal, River Plate și Boca Juniors, și este considerat unul dintre cele mai importante și populare derby-uri din lume. Marea majoritate a meciurilor dintre cele două echipe are loc în cadrul Primera División, prima ligă de fotbal din Argentina. Cu puține excepții, partidele din Superclásico  s-au desfășurat de-a lungul timpului pe stadioanele celor două rivale: El Monumental (când River era echipa gazdă) și La Bombonera (când Boca era echipa gazdă). Cotidianul britanic The Observer (Observatorul) a plasat Superclásico pe primul loc în topul celor „50 de evenimente sportive la care trebuie să participi înainte să mori”.
La 23 iunie 1968, pe El Monumental, după terminarea unui meci din Superclásico, 71 de persoane își pierd viața și alte 150 sunt rănite într-o busculadă ivită la poarta numărul 12 a stadionului. Acest incident reprezintă cea mai mare tragedie cunoscută din istoria fotbalului argentinian, majoritatea victimelor fiind tineri.

### Campionatul Mondial de Fotbal 1978
În anul 1966, în data de 6 iulie, la Londra, Argentina este desemnată de FIFA să găzduiască ediția a 11-a a Campionatului Mondial de Fotbal, ce urma să aibă loc în 1978. Pentru turneul final, argentinienii au pus la dispoziție șase stadioane: două în capitala Buenos Aires (El Monumental, respectiv Vélez Sársfield) și câte unul în orașele Córdoba, Mar del Plata, Rosario și Mendoza. Principalul stadion al competiției este El Monumental din Buenos Aires, aici desfășurându-se 9 dintre cele 38 de meciuri ale turneului final, între care meciul de deschidere și finala.
Partida de deschidere a celei de-a unsprezecea ediții a Campionatului Mondial are loc la 1 iunie 1978 în fața a peste 67.000 de spectatori și se încheie cu o remiză (0–0) între echipele naționale ale Germaniei Federale și Poloniei, în Grupa 2. Meciul a fost precedat de festivitatea de deschidere a competiției.
În ziua următoare, la 2 iunie, naționala țării gazdă, Argentina, debutează în fața a peste 71.000 de suporteri prezenți în tribunele stadionului El Monumental, învingând reprezentativa Ungariei cu scorul de 2–1, în Grupa 1. La 6 iunie, tot pe El Monumental, Argentina învinge cu același scor echipa Franței. Ultimul meci al argentinienilor din prima rundă a competiției, disputat la 10 iulie pe același stadion, în compania Italiei, se încheie cu o înfrângere (0–1). La fiecare dintre cele trei partide ale Argentinei au asistat aproximativ 71.000 de spectatori.
În urma înfrângerii cu Italia, Argentina nu reușește să câștige grupa și este nevoită să părăsească stadionul El Monumental și să își dispute meciurile din runda a doua la Rosario. În schimb, Italia, câștigătoarea grupei, a rămas pe El Monumental pentru a-și desfășura meciurile din următoarea rundă. Primul dintre ele are loc la 14 iunie și se încheie 0–0, în compania reprezentativei Germaniei Federale. Patru zile mai târziu, la 18 iunie, Italia izbutește o victorie cu 1–0 în fața Austriei. Ultimul joc al italienilor din Grupa A a rundei secunde este cel cu Țările de Jos, din 21 iunie, aceștia din urmă reușind o victorie cu scorul de 2–1. Audiența pentru meciurile din runda a doua disputate pe El Monumental a fost de circa 67.000 de spectatori pe meci.
Partida pentru deciderea locului al treilea (sau finala mică) este cel de-al optulea joc disputat pe gazonul stadionului El Monumental, punând față în față echipele naționale ale Braziliei și Italiei, în ziua de 24 iunie. Scorul final a fost 2–1 pentru echipa sud-americană, în prezența a aproape 70.000 de oameni.
Finala Campionatului Mondial de Fotbal 1978 are loc pe data de 25 iunie, pe același El Monumental, fiind disputată de Argentina și Țările de Jos, câștigătoarele celor două grupe din turul al doilea al competiției. La meci asistă peste 71.000 de suporteri. Echipa Argentinei, cu jucători precum Mario Kempes, Daniel Passarella, Alberto Tarantini, Leopoldo Luque și Daniel Bertoni, reușește să se impună cu scorul de 3–1 în fața olandezilor, cărora le lipsește Johan Cruyff, cel care refuzase să participe la acest turneu final. După 90 de minute de joc, scorul este 1–1, astfel meciul având nevoie de prelungiri. În prelungiri Kempes marchează al doilea său gol din finală și al șaselea al competiției, devenind golgheter. În ultimele minute de joc, Bertoni înscrie golul de 3–1. Prin urmare, El Monumental devine locul în care Argentina câștigă primul titlu mondial din istoria sa.

### Copa América
Stadionul El Monumental găzduiește în anul 1946 mai multe jocuri din cadrul celei de-a 19-a ediții Copa América, cea mai veche competiție fotbalistică la nivel de echipe naționale din lume, care pe atunci se numea Campionatul Sud-American de Fotbal. La data de 12 ianuarie 1946 are loc meciul de deschidere a turneului, Argentina învingând Paraguay cu scorul de 2–0, pe El Monumental. Pe 26 ianuarie, au loc pe acest stadion două partide: Paraguay–Bolivia (4–2) și Argentina–Chile (3–1). Pe 10 februarie, în ultimul meci al competiției și cel de-al patrulea desfășurat pe El Monumental, Argentina învinge Brazilia cu 2–0 și câștigă pentru a opta oară titlul de campioană a Americii de Sud.
În anul 1959, timp de aproape o lună, El Monumental găzduiește toate cele 21 de meciuri ale Campionatului Sud-American de Fotbal găzduit de Argentina. Jocul de deschidere este cel între echipa țării organizatoare și Chile (scor 6–1), la 7 martie, în prezența a circa 70.000 de spectatori. Ultimul meci al turneului are loc la 4 aprilie, punând din nou față în față reprezentativele Argentinei și Braziliei. Partida, la care asistă 85.000 de spectatori, se încheie cu o remiză (1–1), suficientă argentinienilor pentru a-și adjudeca cel de-al doisprezecelea titlu de campioană a Americii de Sud.
La 23 august 1979, pe El Monumental se desfășoară încă un derby între Argentina și Brazilia, de data aceasta în cadrul turneului Copa América 1979. Scorul a fost 2–2, în prezența unei audiențe de 68.000 de oameni. Acesta a fost singurul meci din acea ediție Copa América ce a avut loc pe El Monumental, deoarece competiția s-a desfășurat pe mai multe stadioane de pe întregul continent sud-american.
Patru ani mai târziu, în 1983, Copa América se desfășoară de asemenea în mai multe țări. În acest context, El Monumental găzduiește două partide ale Argentinei: victoria cu Brazilia (1–0), la 24 august, și remiza cu Ecuador (2–2), la 7 septembrie.
Argentina este din nou desemnată țară gazdă pentru Copa América 1987. Pe stadionul El Monumental se desfășoară cele trei meciuri din Grupa A a turneului: Argentina – Peru (1–1), la 27 iunie, Argentina – Ecuador (3–0), la 2 iulie, și Peru – Ecuador (1–1), la 4 iulie. Ulterior, la 9 iulie, pe același stadion, echipa Argentinei este învinsă de reprezentativa Uruguayului cu 0–1 în semifinale și este eliminată. Meciul pentru locul al treilea, din 11 iulie, dintre Argentina și Columbia (1–2), respectiv finala din 12 iulie dintre Uruguay și Chile (1–0), se dispută de asemenea pe El Monumental.
În 2011, Argentina este din nou țară organizatoare, de data aceasta pentru a 43-a ediție Copa América. Cu toate acestea, o singură partidă se desfășoară pe cel mai mare stadion argentinian, El Monumental: finala competiției, în care Uruguay învinge Paraguay cu 3–0, în ziua de 24 iulie, în prezența a aproape 58.000 de spectatori.

### Finale ale Copei Libertadores
Stadionul El Monumental găzduiește meciurile internaționale ale echipei Club Atlético River Plate, disputate în cadrul uneia dintre cele mai importante competiții fotbalistice la nivel de club din lume – Copa Libertadores. River a izbutit să ajungă de patru ori în finala acestei competiții, câștigând de două ori.
La 18 mai 1966, River Plate și Peñarol din Uruguay își dispută manșa secundă a finalei Copei Libertadores, pe stadionul din capitala Argentinei, în prezența a circa 60.000 de spectatori. River reușește să se impună cu 3–2, după ce în Uruguay pierduse cu 0–2. Până la urmă argentinienii vor pierde finala, în meciul care s-a rejucat la Santiago, în Chile.
Zece ani mai târziu, la 28 iulie 1976, River Plate îi are ca adversari pe brazilienii de la Cruzeiro, în manșa a doua a finalei Copei Libertadores. Pe El Monumental, în fața unei audiențe de 90.000 de oameni, River câștigă cu 2–1, însă din nou va pierde finala la rejucarea meciului, tot la Santiago.
În 1986, pe 29 octombrie, echipa columbiană América de Cali poposește pe El Monumental pentru returul finalei din acel an al Copei Libertadores. River Plate se impune 1–0, după ce câștigase și în Columbia. Astfel, renumitul club argentinian obține pentru prima dată în istoria sa cel mai important trofeu al fotbalului sud-american.
După un deceniu, în 1996, la 26 iunie, El Monumental găzduiește pentru a patra oară returul finalei Copei Libertadores, între aceleași două echipe care și-au disputat finala din 1986. River se impune cu 2–0, prin două goluri marcate de Hernán Crespo, câștigând pentru a doua oară competiția.

### Concerte
În afara competițiilor sportive, pe stadionul El Monumental au loc concerte ale artiștilor și formațiilor cunoscuți pe plan internațional, care includ Buenos Aires în turneele lor mondiale. În data de 15 octombrie 1988, în această locație concertează Sting, Peter Gabriel, Tracy Chapman, Bruce Springsteen & The E Street Band și alții, în cadrul turneului caritabil Human Rights Now!, organizat de compania Amnesty International. Pe 29 septembrie 1990, cunoscutul artist David Bowie susține pe El Monumental un spectacol în fața a peste 81.000 de plătitori de bilete, în cadrul turneului său intitulat Sound+Vision Tour. Doi ani mai târziu, pe 5, respectiv 6 decembrie 1992, formația americană de muzică rock Guns N' Roses ține pe acest stadion, în fața a 80.000 de oameni, două concerte ce fac parte din turneul Use Your Illusion. Guns N' Roses revine pe El Monumental pentru încă două concerte (16 și 17 iulie 1993), în închiderea turneului lor mondial. Aceste concerte reprezintă ultimele apariții ale grupului cu majoritatea componenților din formula inițială. În același an, Michael Jackson susține trei reprezentații cu casa închisă (8, 10 și 12 octombrie). Audiența totală a celor trei spectacole oferite de Michael Jackson argentinienilor în cadrul turneului Dangerous World Tour s-a ridicat la circa 300.000 de spectatori (100.000 de spectatori pe concert).
The Rolling Stones cântă la rândul lor pe acest stadion, în luna februarie a anului 1995, în cadrul Voodoo Lounge Tour. Atunci formația britanică a oferit cinci concerte consecutive, toate desfășurate cu casa închisă. Pe 16 martie 1996, grupul american de muzică punk Ramones poposește la Buenos Aires și susține un spectacol în fața a 45.000 de persoane adunate pe El Monumental. Acest concert reprezintă ultima apariție a formației în America Latină. Britanicii de la U2 cântă și ei pe stadionul clubului River Plate în februarie 1998 (trei spectacole în cadrul Popmart Tour) și revin în martie 2006 (două spectacole în cadrul Vertigo Tour). Filmări de la concertele susținute de U2 în Argentina în 2006 sunt incluse pe DVD-ul U2 3D (lansat doi ani mai târziu).
Madonna a concertat de mai multe ori pe El Monumental: prima dată în octombrie 1993 (două concerte consecutive), iar apoi în decembrie 2008 (patru concerte consecutive, în cadrul Sticky & Sweet Tour). Două dintre cele patru concerte din 2008 au constituit material video pentru DVD-ul oficial al turneului cântăreței. Madonna deține recordul pentru cea mai rapidă vânzare de bilete pentru un concert ținut pe El Monumental: peste 263.000 de bilete vândute în numai trei ore. Pe 13, respectiv 15 decembrie 2012, celebra cântăreață americană se întoarce pe acest stadion, pentru încă două concerte, ce fac parte din turneul ei numit MDNA Tour.
La 3 mai 2009, britanicii de la Oasis țin pe această arenă unul dintre cele mai mari concerte din istoria grupului, iar solistul Noel Gallagher și publicul argentinian împărtășesc un moment emoționant la piesa Don't Look Back in Anger. În decembrie 2009, AC/DC ajung pe El Monumental cu turneul mondial Black Ice World Tour, concertând trei seri la rând, de fiecare dată cu casa închisă. Cele trei spectacole au adunat în total aproape 200.000 de persoane. În mai 2011 este lansat DVD-ul AC/DC – Live at River Plate, ce conține o selecție din filmările realizate cu ocazia celor trei concerte din capitala Argentinei. Americanii de la Bon Jovi au ajuns pe El Monumental în mai multe rânduri pentru a susține spectacole, ultima dată în 3 octombrie 2010, cu ocazia turneului The Circle Tour. Tot în 2010, pe 26 februarie, turneul La Vida Tour prilejuiește formației Coldplay o reprezentație pe acest stadion.
Roger Waters, fostul component Pink Floyd, concertează la rândul lui pe El Monumental în 2012, în cadrul turneului mondial The Wall Live. Muzicianul britanic a stabilit un nou record, susținând nu mai puțin de nouă reprezentații (între 7 și 20 martie). Waters a readus pe scenă opera rock The Wall, realizată împreună cu Pink Floyd în 1979. Grupul american Kiss a fost și el prezent pe cel mai mare stadion din Argentina, în patru rânduri: 3 septembrie 1994, 14 martie 1997, 5 aprilie 2009 și 7 noiembrie 2012. Metallica a concertat aici în zilele de 21 și 22 ianuarie 2010, cu ocazia turneului World Magnetic Tour. Lady Gaga a avut un concert cu casa închisă (aproximativ 43.000 de spectatori) în data de 16 noiembrie 2012. Acest concert a făcut parte din turneul mondial Born This Way Ball Tour.

## Imagini

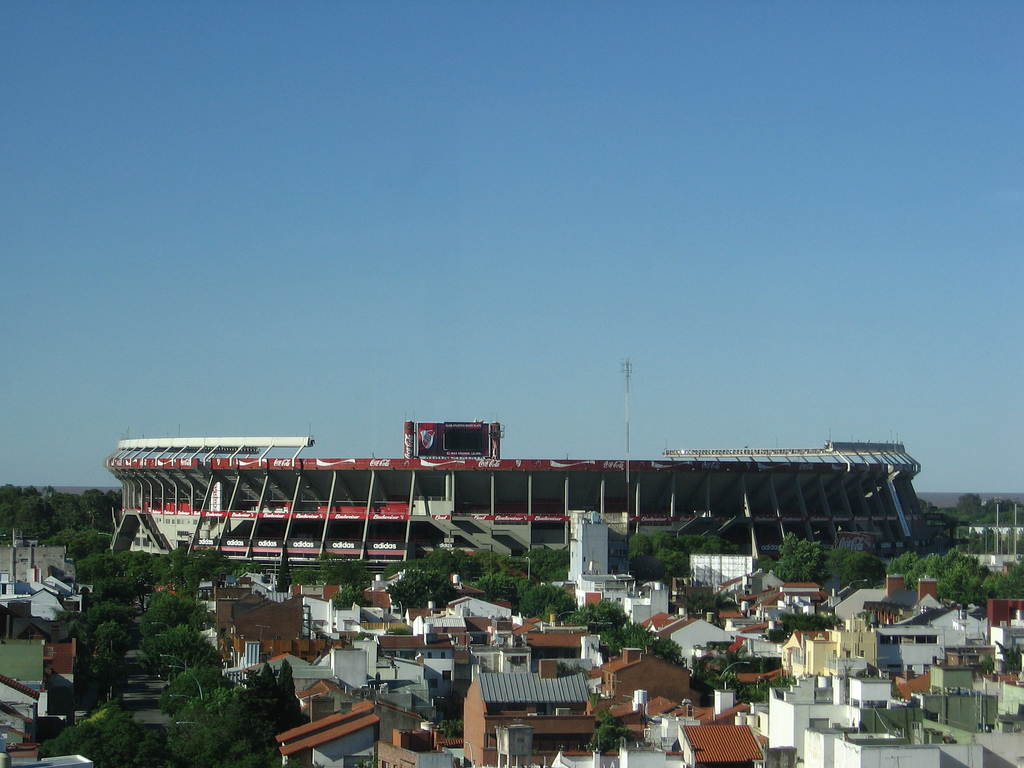
Vedere exterioară a stadionului
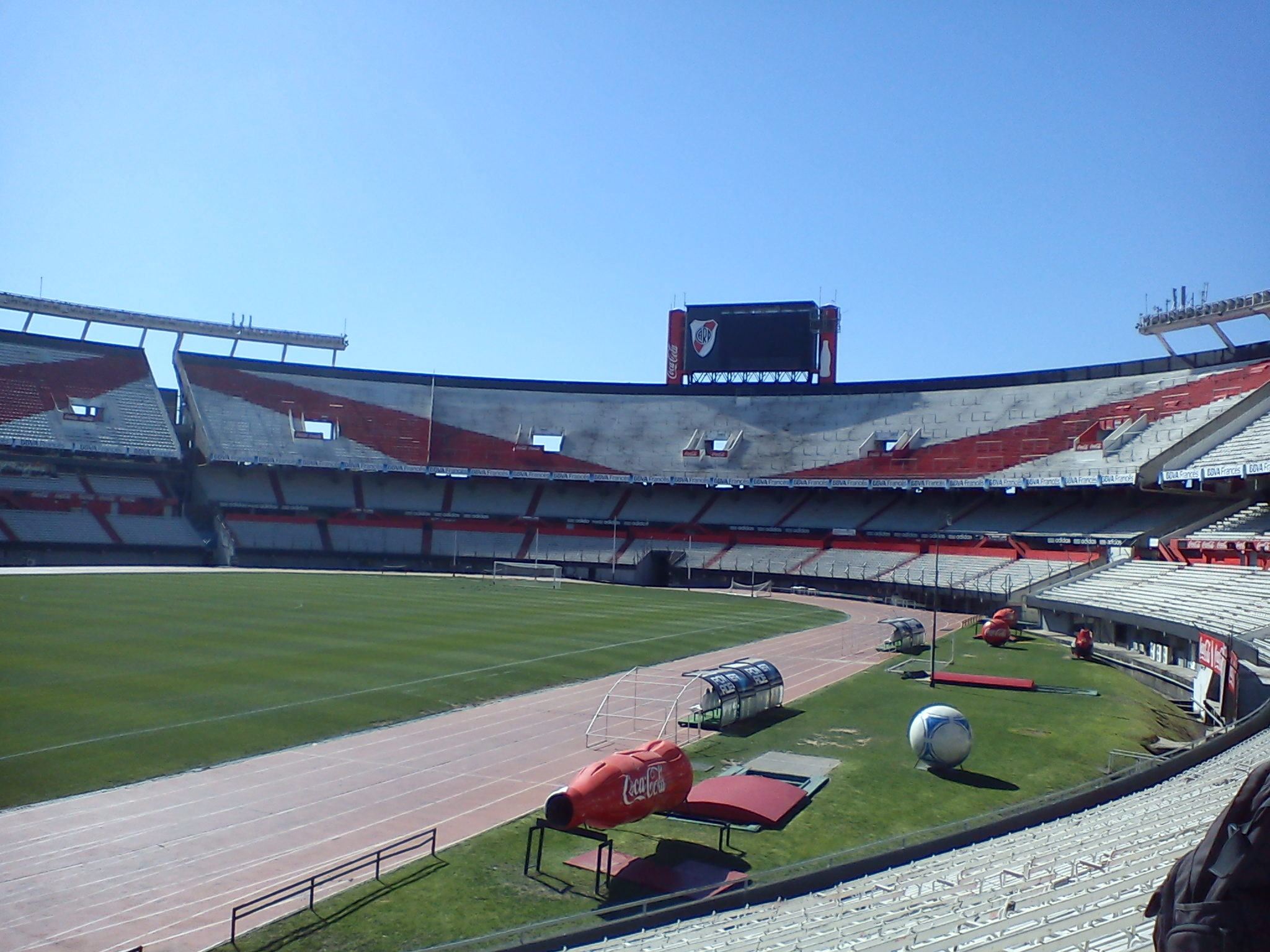
Vedere din interiorul stadionului
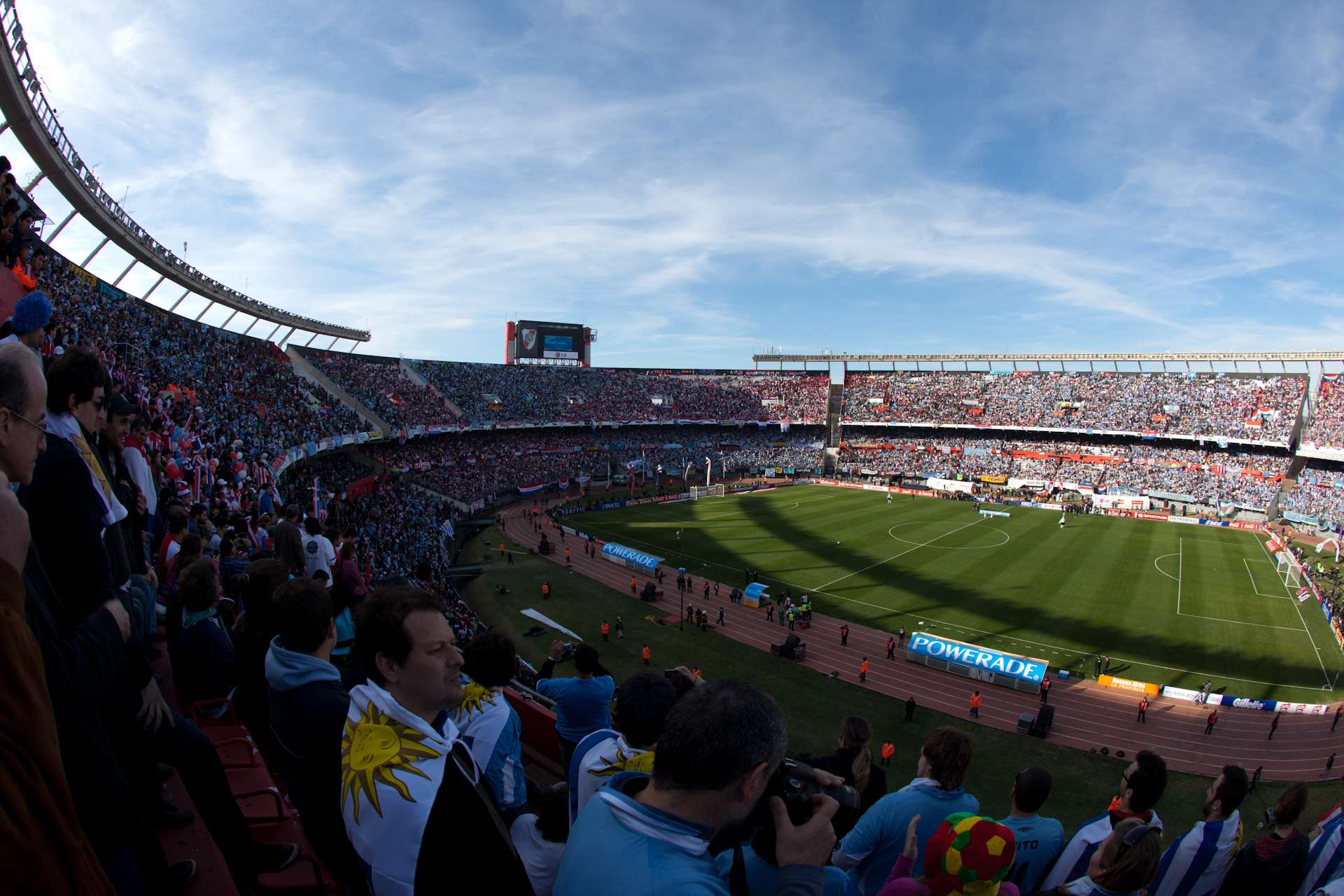
Uruguay - Paraguay, în finala Copei América, ediția 2011
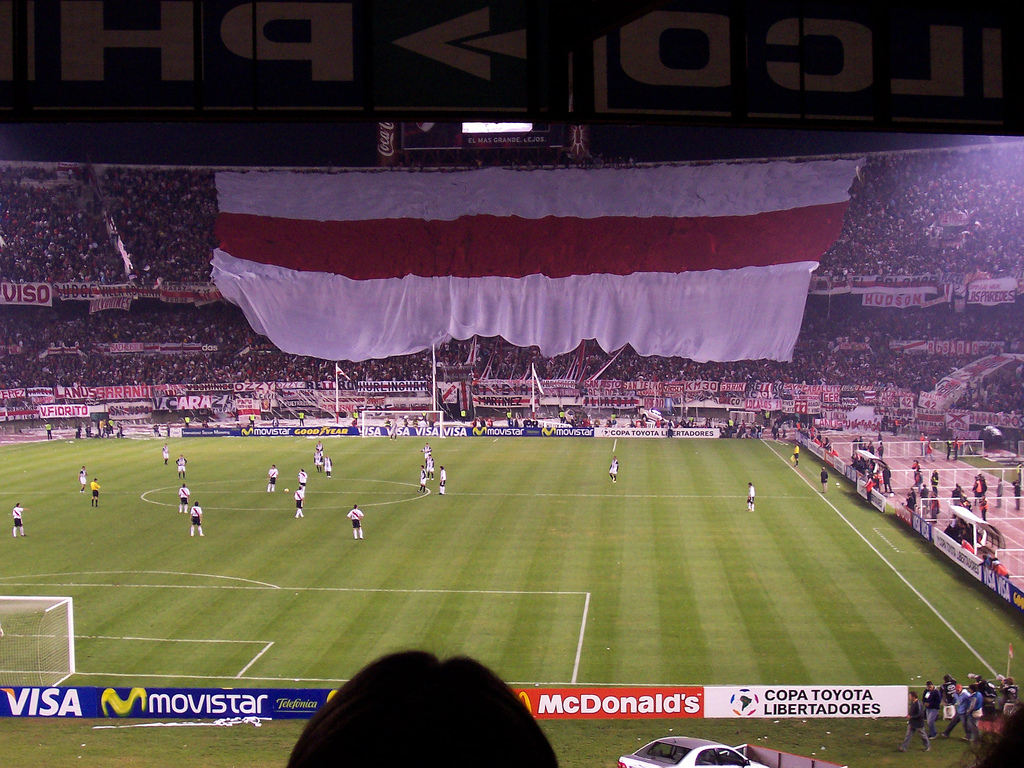
River Plate - Club Libertad, în sferturile de finală ale Cupei Libertadores, ediția 2006
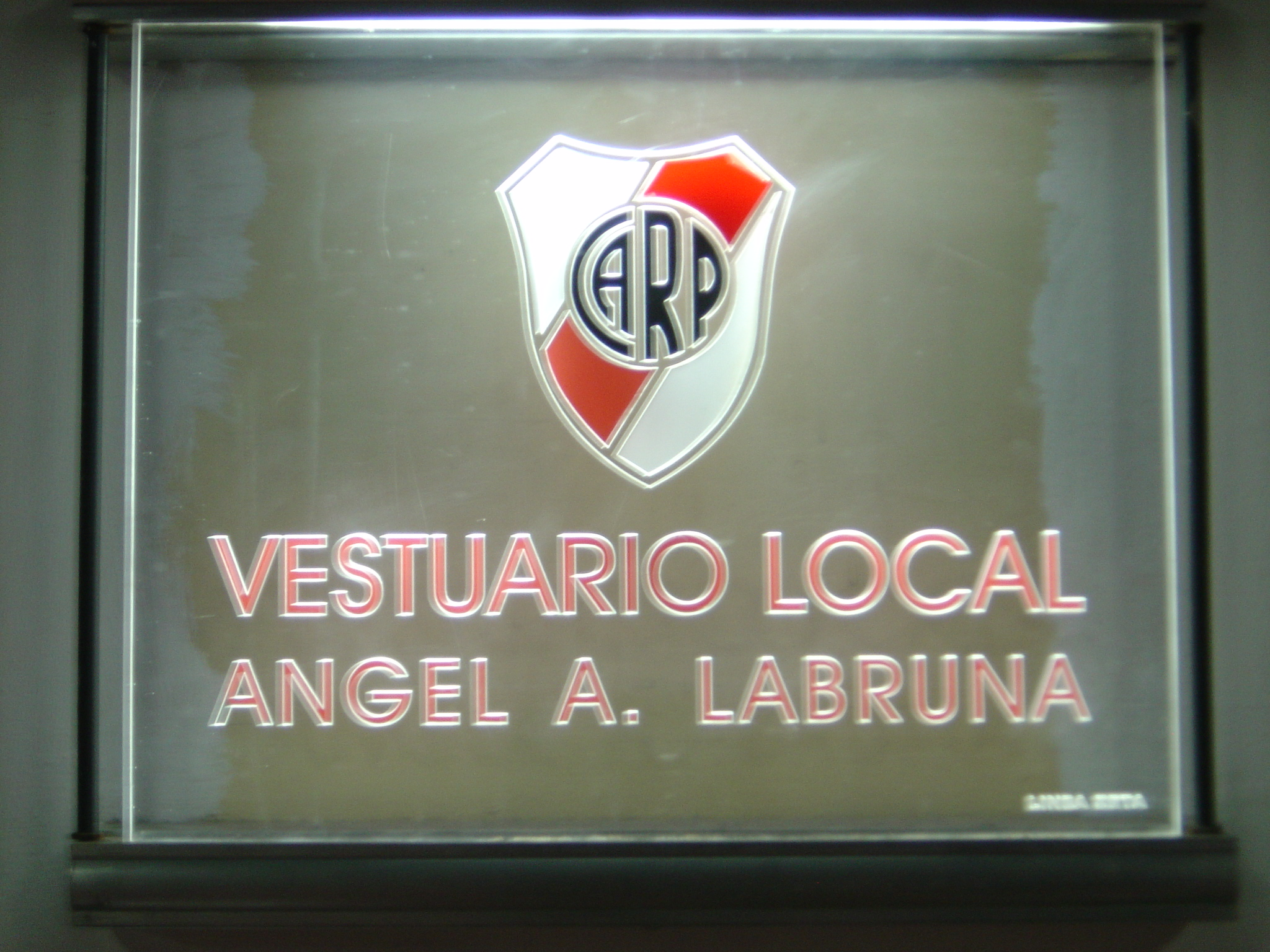
Intrarea în camera vestiarelor

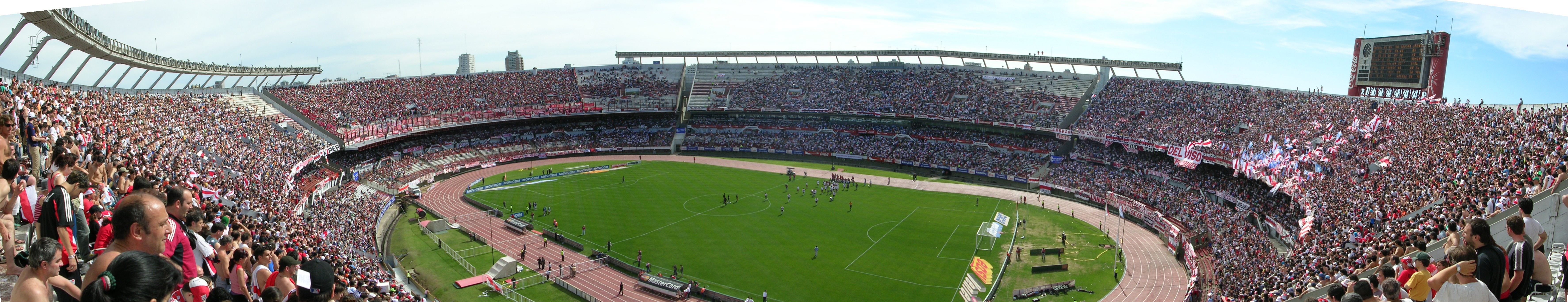
Vedere panoramică din interiorul stadionului. River Plate - Independiente, scor 3-0, în etapa a 16-a din Apertura, ediția 2004.